# Omar Arellano (ur. 1967)
Omar Arellano Nuño (ur. 29 maja 1967 w Tampico) – meksykański piłkarz występujący na pozycji ofensywnego pomocnika, w późniejszym czasie trener.

## Kariera klubowa
Arellano urodził się w Tampico, gdzie jego ojciec, były reprezentant kraju Raúl Arellano i legenda Chivas de Guadalajara, występował w klubie Tampico Madero FC. Jest wychowankiem zespołu Chivas, do którego seniorskiej drużyny został włączony przez szkoleniowca Alberto Guerrę w wieku osiemnastu lat. W meksykańskiej Primera División zadebiutował 13 lipca 1985 w wygranym 2:1 meczu z Tigres UANL i już w tym samym spotkaniu zdobył swojego premierowego gola w najwyższej klasie rozgrywkowej. Szybko wywalczył sobie miejsce w wyjściowej jedenastce i w sezonie 1986/1987 zdobył ze swoją drużyną tytuł mistrza Meksyku. W połowie 1990 roku został relegowany do roli rezerwowego i funkcję tę pełnił przez kolejne trzy lata, po czym powrócił do pierwszego składu i grał w nim już do końca swojego pobytu w klubie. Ogółem barwy Chivas reprezentował przez dziesięć lat, rozgrywając w tym czasie 225 spotkań ligowych, w których zdobył 29 bramek.
Latem 1995 Arellano odszedł do zespołu Tigres UANL z siedzibą w mieście Monterrey. Od razu został podstawowym zawodnikiem drużyny i w sezonie 1995/1996 triumfował z nią w rozgrywkach krajowego pucharu, Copa México, jednak jednocześnie spadł wówczas ze swoją ekipą do drugiej ligi meksykańskiej. Mimo to pozostał w drużynie i poprzez dwukrotne wygranie z Tigres rozgrywek Primera División A, podczas faz Invierno 1997 i Verano 1998 pomógł jej wrócić do najwyższej klasy rozgrywkowej już po roku. W styczniu 1999 podpisał umowę z zespołem Club León, gdzie występował przez rok bez większych sukcesów i przeważnie jako rezerwowy, natomiast jesienią 2000 reprezentował barwy drugoligowego Bachilleres de Guadalajara. Wiosną 2001 zasilił pierwszoligowy CF Pachuca, z którym podczas sezonu Verano 2001 zdobył wicemistrzostwo kraju, za to w rozgrywkach Invierno 2001 wywalczył swój drugi tytuł mistrza Meksyku. Nie miał jednak większego wkładu w te sukcesy, pojawiając się na ligowych boiskach niemal wyłącznie w roli rezerwowego i profesjonalną karierę piłkarską zakończył w wieku 35 lat.

## Kariera reprezentacyjna
W seniorskiej reprezentacji Meksyku Arellano zadebiutował za kadencji selekcjonera Mario Velarde, 10 sierpnia 1989 w wygranym 4:2 meczu towarzyskim z Koreą Południową i było to zarazem jego jedyne spotkanie w kadrze narodowej.

## Kariera trenerska
Po zakończeniu kariery piłkarskiej Arellano został trenerem, początkowo zostając asystentem Marcelino Bernala w grupach juniorskich zespołu CF Pachuca. W późniejszym czasie pracował w sztabie szkoleniowym drużyny Club Santos Laguna z miasta Torreón, a w 2006 roku został zatrudniony przez swój macierzysty klub Chivas de Guadalajara, gdzie bez większych sukcesów prowadził rezerwy ekipy; trzecioligowy Chivas San Rafael i drugoligowy CD Tapatío. Przez kilka miesięcy był także asystentem swojego rodaka i byłego trenera z Pachuki, Javiera Aguirre, w hiszpańskim Atlético Madryt, po czym powrócił do Chivas, zostając pomocnikiem trenera Efraína Floresa. Po jego odejściu, w marcu 2009, tymczasowo poprowadził zespół w trzech spotkaniach, odnosząc w nich zwycięstwo i dwa remisy, po czym ustąpił ze stanowiska na rzecz Francisco Ramíreza.
W połowie 2009 roku Arellano objął występujący w drugiej lidze Club Necaxa z siedzibą w mieście Aguascalientes. Dwa razy z rzędu – w fazach Apertura 2009 i Bicentenario 2010 – zwyciężył z nim w rozgrywkach Liga de Ascenso, co zaowocowało awansem do najwyższej klasy rozgrywkowej na koniec sezonu 2009/2010. Ze stanowiska odszedł pod koniec sierpnia 2010, po sześciu kolejkach pierwszej ligi. Na początku 2011 roku został szkoleniowcem drugoligowego Tiburones Rojos de Veracruz, który prowadził przez następne sześć miesięcy bez większych sukcesów, po czym podpisał umowę z CD Irapuato, także z drugiej ligi meksykańskiej, gdzie także pozostawał przez pół roku. We wrześniu 2012 został włączony do sztabu szkoleniowego ekwadorskiego trenera Álexa Aguinagi w drużynie San Luis FC. Pod koniec 2013 roku ponownie został asystentem w swoim macierzystym Chivas de Guadalajara, tym razem współpracując z holenderskim szkoleniowcem Johnem van ’t Schipem oraz Benjamínem Galindo.
Jest ojcem innego piłkarza, także Omara Arellano.